# ري جونغ-أوكي
ري جونغ-أوكي هو سياسي كوري شمالي، ولد في 10 يناير 1916 في كيمتشايك في كوريا الشمالية، وتوفي في 23 سبتمبر 1999 في بيونغيانغ في كوريا الشمالية. نشط حزبياً في حزب العمال الكوري.